# NGC 6818
NGC 6818 (auch Kleiner Edelstein genannt) ist ein planetarischer Nebel im Sternbild Schütze. NGC 6818 hat eine Helligkeit von 9,3 mag und eine Winkelausdehnung von 0,77'.
Das Objekt wurde am 8. August 1787 von dem deutsch-britischen Astronomen Wilhelm Herschel entdeckt.